# Farrington Ridge
Farrington Ridge ist ein 2,5 km langer, gerader und isolierter Gebirgskamm mit unvereistem Gipfelkamm im westantarktischen Ellsworthland. In den Jones Mountains ragt er 3 km nordnordwestlich der Forbidden Rocks auf.
Die Mannschaft der University of Minnesota, die von 1960 bis 1961 die Jones Mountains erkundete, benannte ihn. Namensgeber ist Leutnant Robert L. Farrington (1932–2015) von der United States Navy, Kopilot einer LC 47 Dakota, mit der am 9. Dezember 1960 die erste Landung eines Flugzeugs in den Jones Mountains gelang.